# 18 Scorpii
18 Scorpii is een gele dwerg met een spectraalklasse van G2.V in het sterrenbeeld Schorpioen. De ster met schijnbare magnitude 5,5 bevindt zich 46,11 lichtjaar van de zon.